# Arabis mindshilkensis
Arabis mindshilkensis là một loài thực vật có hoa trong họ Cải. Loài này được Bajtenov & Myrz. mô tả khoa học đầu tiên năm 1983.